# Esplanada

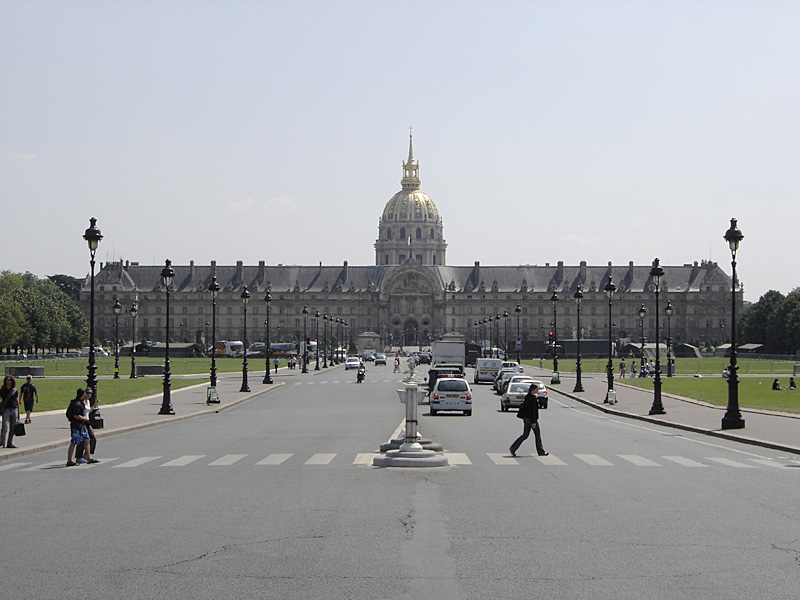
Esplanade des Invalides (París)

Una esplanada és un espai urbà esplanat devant una fortificació o un altre edifici emblemàtic on predomina el pas de vianants, i normalment destaquen un interès paisatgístic o arquitectònic.
El concepte surt de l'arquitectura militar quan davant de ciutadelles i altres fortificacions es van crear espais lliures sense cap construcció per tenir un camp de tir sense cap obstacle, per facilitar-ne la defensa. Es va desenvolupar el concepte de ciutadella que tenia una doble funció: protegir la ciutat contre possibles invasors però sobretot dominar la població urbana.
A la segona meitat del segle xix l'esplanada va perdre la seva funció militar, pel progrés de la tecnologia i sobretot el desenvolupament d'explosius més potents. Les esplanades es van desmilitaritzar i integrar-se al teixit urbà, com parc o lloc de passeig.